# Лаваш
Лава́ш (арм. լավաշо файле (lavaš), լոշ (loš)) — пресный белый хлеб в виде тонкой лепёшки из пшеничной муки, распространённый преимущественно у народов Кавказа
Также распространён в Иране, Афганистане и в Средней Азии. В англоязычных изданиях именуется также «армянский ломкий хлеб», «армянская лепёшка», «ломкий хлеб», «параки».

## Этимология названия
Слово «лаваш» не имеет общепризнанной этимологии.
«Этимологический словарь армянского наследственного лексикона» Лейденского университета возводит происхождение названия «лаваш» (լավաշ lavaš) от протоармянского *law- («плоский»), в среднеармянском уже в форме lawš это слово означало «тонкий плоский хлеб».
В средневековой армянской литературе лаваш чаще упоминается в вариантах լաւշ (lawš) или производное от него լօշ (loš), хотя первоначальной формой должен был быть lawaš. Встречается во многих среднеармянских источниках (в «Гирк вастакоц», у Григора Татеваци, Минаса Тохатеци, врача Алексианоса, памятных записках, фольклоре и т. д.), однако в армянском языке слово, по всей видимости, появилось значительно раньше и в значении «дряква» встречается уже в VI—VII веках в «Словаре Галена». В XI—XII веках «Словарь Вардановой книги» указывает «лаваш» в качестве армянского перевода парф. слова kašken («ячменный хлеб»). Еремия Мегреци в своем «Армянском словаре» (1698 год) даёт слову определение «тонкий хлеб». Р. Ачарян, указывая на распространённость слова и блюда у народов Азии, вероятными источниками происхождения считает персидский или армянский, но, учитывая, что в Тегеране лаваш известен под названием «армянский хлеб» (перс. nūn-i armanī), склоняется ко второй версии. Указывая, что достаточно обоснованной этимологии слово «лаваш» пока не имеет, он одновременно полагает, что оно имеет семитские корни (когнаты: ассир. laiša («тесто»), laš («делать тесто»); ивр. loš, эфиоп. losa («сжимать, раздавливать»), и возводит арм. вариант lawaš к ассир. laiša. 
Согласно английскому словарю «Американское наследие», лаваш — это «тонкая пресная лепешка армянского происхождения», от средневекового армянского слова lawš.
Лингвист Г. Джаукян считает наиболее вероятным происхождение слова «лаваш» от праиндоевропейского корня lab/p (lob/p) («нечто слабо вешающееся») (когнаты: лат. labor («спускаться, скользить, распространяться»), labium («губа»); др.-исл. slafask («слабеть, увядать»), leppr («лохмотья, бахрома, чуб»); др.-англ. lappa («бахрома, лохмотья»).
«Этимологический словарь тюркских языков» отмечает, что нет признанной этимологии, при этом он даёт несколько возможных версий. Рашит Арат считает возможным сближение парного слова liv aš с «лавашом». Сочетание liv aš встречается в поэме «Кутадгу билиг» тюркского среднеазиатского писателя XI века Юсуфа Баласагуни: liv aš tergi («накрытый стол»). Возможно, корень liv соответствует араб. слову «еда», «яство». Дж. Клосон видит здесь заимствование из кит. li («зерно») (из ср.-кит. liip), и в сочетании с aš выступает в значении «приготовленная из злаков». Для корня aš (по-видимому, пехлевийского происхождения) одним из старейших значений является «еда, пища», также «угощение, пиршество» (ср. тат. Аш — «суп»). В словаре отмечается, что весьма вероятна возможность происхождения слова из Восточного Туркестана, учитывая первые отражения в древне-уйгурских текстах (liv-i aš-y — «жертвенная пища») и «Кутадгу билиг». Таким образом, возможно, композита liv+aš, значившая изначально «пища из злаковых зёрен», впоследствии стало наименованием выпечного изделия круглой формы. Согласно этому же словарю, слово «лаваш» заимствовано многими языками Кавказа (напр. осетинским) из тюркского.
В Этимологическом словаре русского языка Макса Фасмера со ссылкой на австрийского языковеда Франца Миклошича говорится, что в русский язык слово вошло из тюркского. Однако связь новых тюркских языков с liv сомнительна как фонетически так и семантически. Согласно этому же словарю, более вероятным кажется иранское происхождение корня lav, а само название типа хлеба существует в персидском и таджикском языках, а его уменьшительная форма lavase является исконно персидской, а не тюркской.

## Происхождение блюда
Предпосылками для изобретения печёного хлеба стало появление у древних шумеров, вавилонян, египтян, ассирийцев и персов ступок и ручных мельниц. Из густой зерновой каши пеклись первые пресные лепёшки. Примерно таким же образом лаваш печётся в Закавказье и сегодня.
Согласно американскому специалисту по истории еврейской кухни Гилу Марксу, местом происхождения лаваша является Средний Восток. Уиллард Б. Мур (Willard B. Moore), отмечая принадлежность лаваша к армянской кухне, называет Иран местом его происхождения. Справочник по еде Оксфордского университета определяет лаваш как античное блюдо, возникшее в регионе Кавказа и Ирана.
Ряд источников определяет лаваш как блюдо армянского происхождения. Так, специалист по пищевому производству Сержио Серна-Сальдивар полагает, что лаваш имеет древнее армянское происхождение.
О распространённости лаваша в Армении с древних времён говорят найденные археологами тониры и остатки лаваша в них. Один из таких кусочков обгорелого лаваша был найден в начале XX века в средневековой армянской столице Ани (недалеко от церкви Гагкашен) во время раскопок города Русским археологическим обществом.
Существует легенда, что лаваш был испечён для спасения армянского царя Арама, который попал в плен к ассирийскому царю Носору. Арама держали 10 дней без еды в заточении перед поединком. Хитрый Арам попросил привезти его самый красивый защитный панцирь. Раз за разом гонцы передавали царю панцирь со спрятанным тонким хлебом внутри, но панцирь якобы всё не нравился Араму. Наконец, в день поединка сытый и полный сил Арам победил Носора в стрельбе из лука и вернулся домой.

## Характеристика
Лаваш представляет собой плоскую, тонкую (2—5 мм), овальной и не только формы лепёшку более или менее стандартного размера, около 90—110 см длиной, шириной около 40—50 см, весом не более 250 грамм. Хранится лаваш в подвешенном состоянии по одной штуке до остывания, после остывания укладывается в стопки по 8—10 рядов. На воздухе он быстро высыхает и в сухом виде может храниться долго.

## Приготовление
Лаваш выпекают из пшеничной (а в прошлом иногда и из особого сорта ячменной) муки в традиционных печах, называемых «тандыр» (также «тендир» или «тонир»). Полагается, что тесто для лаваша, в которое добавляется закваска (обычно — кусочек теста от предыдущей выпечки), в большом деревянном корыте (ташт) месила самая старшая в доме женщина. Готовое тесто затем раскатывают скалкой на традиционном низком круглом (или четырёхугольном) столе, сидя на полу. Как правило, эту функцию выполняет невестка. После чего она передаёт тонко раскатанное тесто свекрови, которая, сидя у тандыра, подбросив сначала его вверх с рук на руки, натягивает на специальную подушку, сплетённую из ивы, основой, а затем, низко нагнувшись, одним ловким движением налепляет лаваш на раскалённые внутренние стенки тандыра. Через 30—40 секунд пропечённый хлеб вытаскивают специальным железным прутом с острым загнутым концом.
Для выпечки лаваша азербайджанцы используют и большой круг диаметром 60—70 см и высотой 3—4 см, который называется «садж». Садж изготавливается из той же глины тандир палчаьгы, из которой делают тандыры, ставится на подставку, под которой зажигается огонь.

## Использование лаваша
Лаваш известен в ряде стран Передней Азии и Ближнего Востока, но только в Армении он занимает едва ли не главное место в системе питания. Уважительное, благоговейное отношение к хлебу — традиция армянской культуры, но в отношении к лавашу эта традиция проявляется особенно ярко в сравнении с отношением к подовому хлебу массового производства. «Лаваш» является основным мучным изделием в армянской национальной кухне. В Армении он — неотъемлемая часть еды, традиционно подается с хашем. Также в Армении используется оригинальный приём тушения рыбы в лаваше. В Армянской церкви на Пасху зачастую вместо кулича приносят лаваш. Лаваш в Армении — символ семьи и изобилия, по традиции, на свадьбе мать жениха кладёт на плечи новобрачных лаваш, чтобы молодые всегда жили в достатке и взаимопонимании. Среди армян существует традиция приготовления жертвенного лаваша. Для такого лаваша мука определённого качества должна быть собрана в семи домах, а не просто взята из ларя. Выпекание жертвенного лаваша происходит без соли и закваски, таким образом он получается пресным. Жертвенный лаваш должен быть роздан в 7 домов, нуждающихся в хлебе, нуждающихся в помощи, в пище. Раздают его сами жертвователи этого лаваша.
Иногда на тесто перед выпечкой посыпают жареные семена кунжута и/или мака. Пока лаваш — горячий, он напоминает маисовую лепёшку, но затем хлеб быстро высыхает, становится ломким и твёрдым. Мягкая форма обычно предпочтительна из-за лучшего вкуса и лёгкости изготовления обёрнутых в лепёшку бутербродов, в свою очередь, сухая форма может использоваться для долгосрочного хранения. Лаваш также едят с шашлыком.
Во многих регионах Армении сохранился древний обычай выпекать лаваш впрок, на 3—4 месяца. Лаваш, предварительно высушив, складывают в стопки и хранят. Перед употреблением лепёшка сбрызгивается водой и на полчаса укрывается полотенцем, после чего лаваш вновь становится мягким и готовым к употреблению. В качестве аперитива в мягкий лаваш заворачивают сыр и свежий укроп, такой рулет на армянском языке называется «дурум» или «бртуч». Лаваш с начинкой из сыра, яйца и зелени, обжаренный на масле, называется «ёка».
В азербайджанской кухне существует традиция подавать к мясу завёрнутый в лаваш рис. В Турции мучной лаваш обязательно используется при сервировке люля-кебаба. Также лаваш используется при приготовлении традиционного азербайджанского плова. В Сабирабадском районе когда после свадьбы невеста приходит в дом, свекровь накидывает на её плечо лаваш и говорит: «Пусть с тобой в дом придёт достаток, пусть нога твоя будет удачливой». В Новханы же по обычаю, после похорон раздают «кюльчя», представляющий собой порой лаваш с завёрнутой в него халвой.
В Иране лаваш (nān-e tīrī) в городских условиях является одним из основных разновидностей хлеба, выпекаемых в тонирах, которыми оснащены пекарни. В сельских же условиях, где частота выпечки зависит от сезонной деятельности, лаваш является наиболее распространённым. Он может храниться несколько недель, завёрнутым в скатерть (sofra) и помещённым в корзину (sabad) или в сухой земляной шкаф (nāndān). В Тегеране некоторые семьи используют лаваш, чтобы послать в подарок родственникам и друзьям чайные печенья (nān-e čāyī).
Из-за отменных вкусовых качеств и лёгкости рецептуры лаваш ещё с древних времён обрёл популярность на всём восточном Средиземноморье, в Иране и на Кавказе. Выпечка и продажа лаваша в твёрдой форме также широко распространена на Гавайях. Круглая хлебная лепёшка используется для приготовления шаурмы в лаваше.
Блюда с лавашем
- Бртуч
- Шаурма

## Лаваш в литературе
В период русско-турецкой войны 1877—1878 годов на Кавказском фронте полковой адъютант Тверского драгунского полка поручик Брусилов, двигаясь в составе своего полка в авангарде 1-й Кавказской кавалерийской дивизии по занятым территориям, запомнил радостные лица и приветствия армян, «в церквях звенели колокола, жители выносили на дорогу плоский армянский хлеб, солёный овечий сыр, вино», писал он позже в своих мемуарах.
В романе «Али и Нино» (1937) герои используют лаваш вместо столовых приборов:

Не двигая левой рукой, они отрывали большие куски чёрного лаваша, заворачивали его и подносили ко рту. <…> Я легко управляюсь с ножом и вилкой и знаю, как подабает вести себя за европейским столом. Однако есть многие восточные блюда с отточенным аристократическим изяществом, как отец и дядя — с помощью указательного, среднего и большого пальцев правой руки, не роняя ни единого кусочка даже в ладонь — мне не удаётся.

## ЮНЕСКО
26 ноября 2014 года на проходящем в Париже 9-м заседании межправительственного комитета Конвенции о защите нематериального культурного наследия ЮНЕСКО было принято решение включить в список нематериального культурного наследия ЮНЕСКО от Армении «Лаваш: приготовление, значение и внешний вид традиционного хлеба как выражение культуры Армении».
На состоявшемся в 2016 году заседании межправительственного комитета ЮНЕСКО в столице Эфиопии в городе Аддис-Абеба на основании Конвенции о «Защите нематериального культурного наследия» от имени Азербайджана, Ирана, Казахстана, Киргизии и Турции было принято решение включить культуру приготовления и преломления хлебной лепешки (лаваша, катырмы, жупки, юфки) в список нематериального культурного наследия ЮНЕСКО.